# Parc Molière
Le parc Molière est situé dans la ville des Mureaux dans les Yvelines. Il fait partie de l'Écoquartier Molière. Il s’agit d’un espace vert de 7,5 hectares qui comprend près de 700 arbres, 11 500 m² de massifs et 8 700 m² de prairies. Le mandat d’aménagement a été confié à l'aménageur Citallios (ex-SEM 92) par la ville des Mureaux en 2006. 

## Présentation
C’est le premier aménagement public français à être certifié Haute qualité environnementale (HQE). Il peut être comparé à une trame verte car il permet de traverser la ville depuis La Médiathèque jusqu’au parc de Sautour. Le parc Molière fait partie intégrante de l'Écoquartier Molière, d’où ses vertus en matière d’environnement, ses engagements pour le développement durable et les actions mises en place pour préserver sa biodiversité. 
Le parc Molière abrite notamment des prairies papillons et oiseaux entretenues de façon durable. Des fauches tardives ou précoces sont organisées pour permettre aux animaux de conserver leur lieu de vie et leur réserve de nourriture.

## Équipements
Le parc Molière abrite des équipements ludiques, sportifs et conviviaux : la Grande Aire de Jeux avec ses toboggans géants, son talus d’escalade et ses filets dans lesquels les enfants peuvent se cacher. Des espaces fitness sont à disposition des sportifs avec un arbre à basket et un espace multisports pour exercer son activité physique dans un cadre unique. Enfin, des espaces de barbecue et de pique-nique sont mis à disposition des visiteurs pour partager des moments de convivialités. Les promeneurs ont même la possibilité de cueillir librement des fruits au sein des vergers implantés dans le parc Molière. Ces arbres fruitiers sont d’ailleurs entretenus de façon biologique et respectent les critères de l’Agenda 21.  

## Le ru d'Orgeval
Sur le territoire des Mureaux, le ru d'Orgeval avait été totalement enfoui au moment de l’urbanisation des années 1960-1970. Avec la création du parc Molière le ru d’Orgeval a été remis à ciel ouvert. Il est désormais visible sur plus de 400 mètres entre la rue Pierre Brossolette et les Ateliers du Moulin. Le ru retrouve ainsi ses fonctions et son rôle naturel, il facilite le déplacement des graines et des animaux, renforce le développement de la biodiversité et favorise la création d’îlots de fraîcheur. 
Ce cours d’eau est filtré par un système de lagunage tandis que différentes espèces de plantes filtrantes (Iris Pseudacorus, Menthe aquatique, nénuphars) permettent de le nettoyer et de l’épurer naturellement. Ce projet et cette gestion des eaux ont été récompensés avec l'obtention du trophée Novatech en 2016.